# Yael
Yael, häufiger Jael, ist ein überwiegend weiblicher, aus der Bibel übernommener Vorname hebräischen Ursprungs.

## Herkunft und Bedeutung
Der Name Yael, hebräisch יָעֵל jāʿēl, geht auf die gleichlautende Vokabel יָעֵל jāʿēl „Steinbock“ zurück und bezeichnet konkret den Nubischen Steinbock. Die enthaltene Wurzel עלה ʿlh bedeutet „hinaufsteigen“, „hinaufklettern“ Im Orient galt der Name als Schmeichelname für eine schöne Frau.
In der Bibel ist Jaël eine Keniterin, die zur Zeit der Richter auftritt (Ri 4,17–22  u. ö.).

## Verbreitung
In Israel gehört der Name יָעֵל jāʿēl zu den beliebtesten Mädchennamen. Im Jahr 2019 belegte er Rang 6 der Hitliste.
In Deutschland ist der Name sehr selten und wird überwiegend in christlichen und jüdischen Kreisen vergeben. Dabei überwiegt die Schreibweise Jael.

## Varianten
- Deutsch: Jael, Jaël
- Englisch: Jael, Yael, Jaella
- Französisch: Yaël, Jaël, Yaëlle
- Griechisch: Ἰαήλ Iaēl
- Hebräisch: יָעֵל jāʿēl
- Italienisch: Iael, Giaele
  - Latein: Iahel
- Niederländisch: Yaëlle, Jaël
- Portugiesisch: Jael
- Rumänisch: Iaelei
- Spanisch: Jael
- Tschechisch: Jáhel, Jáely
- Ungarisch: Jáhel

## Bekannte Namensträger

### Yael / Yaël
- Yael Abecassis (* 1967), israelische Schauspielerin
- Yael Adler (* 1973), deutsche Ärztin, Gesundheitswissenschaftlerin, Autorin und Moderatorin
- Yael Arad (* 1967), israelische Judoka
- Yael Averbuch (* 1986), US-amerikanische Fußballspielerin
- Yael Bartana (* 1970), israelische Multimedia-Künstlerin
- Yaël Braun-Pivet (* 1970), französische Politikerin
- Yael Davids (* 1968), israelische Bildhauerin und Performancekünstlerin
- Yael Grobglas (* 1984), israelische Schauspielerin
- Yael Hedaya (* 1964), israelische Schriftstellerin
- Yael Hersonski (* 1976), israelische Philosophin und Filmregisseurin
- Yael Inokai (* 1989), Schweizer Schriftstellerin
- Yael Kushner (auch Ivanka Trump), (* 1981), amerikanische Geschäftsfrau
- Yael Margelisch (* 1991), Schweizer Gleitschirmpilotin
- Yaël Meier (* 2000), Schweizer Schauspielerin und Journalistin
- Yael Naim (* 1978), französische Sängerin
- Yael Reuveny (* 1980), israelische Regisseurin und Drehbuchautorin
- Yael Ronen (* 1976), österreichisch-israelische Theaterregisseurin und Autorin
- Yael Stone (* 1985), australische Schauspielerin
- Yael, deutsche Sängerin

Zweitname
- Jenifer Yaël Dadouche-Bartoli (* 1982), französische Pop-Sängerin
- Antje Yael Deusel (* 1960), deutsche Rabbinerin und Ärztin

### Jael / Jaël
- Jaël Bestue (* 2000), spanische Sprinterin
- Jael Dajan (1939–2024), israelische Schriftstellerin und Politikerin
- Jael Koller (* 1989), Schweizer Unihockeyspielerin
- Jaël Malli (* 1979 als Rahel Krebs, auch bekannt als Jaël Krebs), Schweizer Musikerin und Leadsängerin

Zweitname
- Annette Jael Lehmann (* 1965), Professorin für Moderne und Zeitgenössische Kunst, Visuelle Kultur und Theater

### Jaele / Jaela
- Jaëla Probst (* 1992), deutsche Schauspielerin
- Jaele Patrick (* 1988), australische Wasserspringerin